# Beresford (Dacota do Sul)
Beresford é uma cidade localizada no estado norte-americano de Dakota do Sul, no Condado de Lincoln e Condado de Union.

## Demografia
Segundo o censo norte-americano de 2000, a sua população era de 2006 habitantes. 
Em 2006, foi estimada uma população de 2060, um aumento de 54 (2.7%).

## Geografia
De acordo com o United States Census Bureau tem uma área de 
4,6 km², dos quais 4,6 km² cobertos por terra e 0,0 km² cobertos por água. Beresford localiza-se a aproximadamente 457 m acima do nível do mar.

## Localidades na vizinhança
O diagrama seguinte representa as localidades num raio de 28 km ao redor de Beresford. 